# Гальван, Луис
Луис Адольфо Гальван (исп. Luis Adolfo Galván; 24 февраля 1948, Фернандес, Сантьяго-дель-Эстеро — 5 мая 2025, Кордова) — аргентинский футболист, выступавший на позиции центрального защитника. Чемпион мира 1978 года.

## Биография
Луис Адольфо Гальван родился в семье фермера в небольшом городке Фернандес. В конце 60-х Гальван играл в любительской на тот момент команде «Унион Сантьяго». Её владелец Итало Полетти видел потенциал в Гальване и устраивал ему просмотры в различных профессиональных клубах, но все они заканчивались неудачно. Когда Луис разуверился в своём успехе и собирался возвращаться домой, Полетти уговорил его пройти просмотр в «Тальересе», который в итоге и подписал Гальвана в апреле 1970 года. В этом клубе прошла большая часть его карьеры.
Гальван так и не сумел стать чемпионом Аргентины — ближе всего к победе он был в 1977 году, когда «Тальерес» сенсационно дошли до финала Насьоналя, где уступили «Индепендьенте» за счёт гостевых мячей (1:1, 2:2).
В 1975 году Гальван дебютировал за сборную Аргентины. Спустя три года он играл в победном для Аргентины чемпионате мира, в том числе провёл все 120 минут в финальном матче против сборной Нидерландов (3:1). После неудачного для Аргентины чемпионата мира 1982 года Гальван завершил выступления за «альбиселесте».
В 1982 году Луис перешёл в клуб «Лома Негра», которому помог квалифицироваться в высшую лигу. После этого в течение сезона выступал за главных противников «Тальереса» — клуб «Бельграно» из Кордовы. В 1986 году Гальван выступал за самый титулованный клуб Боливии — «Боливар». После Гальван вернулся в «Тальерес», где провёл свой последний сезон в профессиональном футболе.
В 1988 году Гальван выступал за любительскую команду родного города, «Спортиво Фернандес», а в 1989 году — за другой любительский клуб, «Тальерес» (Хесус-Мария), после чего окончательно завершил выступления в футболе в возрасте 41 года.
Гальван — рекордсмен «Тальереса» по числу сыгранных матчей (502).
Умер 5 мая 2025 года в возрасте 77 лет.

### Стиль игры
Свой невысокий для защитника рост компенсировал отличной прыгучестью, умением выбирать позицию и силовой манерой игры.

## Достижения
- Чемпион мира: 1978